# Tønsbergs domprosteri

Prosterier i Tunsbergs stift. Det rosa området på kartan är Tønsbergs domprosteri.

Tønsbergs domprosteri (norska: Tønsberg domprosti) är ett kontrakt (prosteri, norska: prosti) i Tunsbergs stift inom Norska kyrkan. Kontraktet omfattar kommunerna Færder och Tønsberg i Vestfold fylke i sydöstra Norge.

## Socknar
Tønsbergs domprosteri består av 14 socknar (norska: sokn eller sogn) inom två kyrkliga samfälligheter (norska: kirkelige fellesråd), motsvarande kommunerna:

### Færders kyrkliga samfällighet
- Hvassers socken
- Nøtterøy socken
- Teie socken
- Tjøme socken
- Torøds socken

### Tønsbergs kyrkliga samfällighet
- Fons socken
- Ramnes socken
- Sems socken
- Slagens socken
- Søndre Slagens socken
- Tønsbergs domkyrkas socken
- Undrumsdals socken
- Vivestads socken
- Våle socken